# Everywhere and His Nasty Parlour Tricks
Everywhere and His Nasty Parlour Tricks es el quinto EP de la banda Modest Mouse. Contiene la versión de vinilo del pasado EP Night on the Sun (el cual fue realizado en las versiones CD y Vinyl LP) junto con las canciones no realizadas del EP Interstate 8.
El EP fue realizado bajo Epic Records el 25 de septiembre del 2001, en ambas versiones CD y Vinyl LP

## Lista de canciones
1. "Willful Suspension of Disbelief" – 3:38
2. "Night on the Sun" – 7:38
3. "3 Inch Horses, Two Faced Monsters" – 4:13
4. "You're the Good Things" – 3:33
5. "The Air" – 4:32
6. "So Much Beauty in Dirt" – 1:24
7. "Here It Comes" – 3:10
8. "I Came as a Rat (Long Walk Off a Short Dock)" – 4:36

## Músicos
- Isaac Brock – Banjo, guitarra, vocales, productor, ingeniero, arte, mezcla.
- Jeremiah Green – Batería, tambores.
- Eric Judy – bass, Guitarra, teclados.
- Ben Massarella – Batería.
- Tyler Riley – Violín
- Tim Rutili – Guitarra
- Ben Blankenship – Bajo
- Brian Deck – Arreglos, productor, mezcla.
- Tom Baker – Masterizar.

## Posiciones en listas de popularidad
| Lista de popularidad       | Posición |
| -------------------------- | -------- |
| U.S. Billboard Heatseekers | # 5      |
| U.S. Billboard 200         | # 147    |

- Datos: Q5418185